# Anaxagoras (Mythologie)
Anaxagoras (altgriechisch Ἀναξαγόρας Anaxagóras) ist in der griechischen Mythologie ein König von Argos. Er war der Sohn des Argeus und der Vater des Alektor. Nach anderer Überlieferung war er der Sohn des Megapenthes.
Während der Regierungszeit des Anaxagoras wurden die Frauen von Argos von Dionysos in Raserei versetzt. Melampus wollte sie heilen, forderte jedoch hierfür ein Drittel des Reichs. Anaxagoras verweigerte dies. Als die Frauen noch wilder wurden, ließ er Melampus wieder rufen. Dieser forderte nun auch für seinen Bruder Bias ein Drittel. Der König stimmte zu, Melampus heilte die Frauen und so wurde die Herrschaft in Anaxagoriden, Melampiden und Biantiden geteilt.
Nach Anaxagoras Tod wurde sein Sohn Alektor sein Nachfolger. 